# Union Square

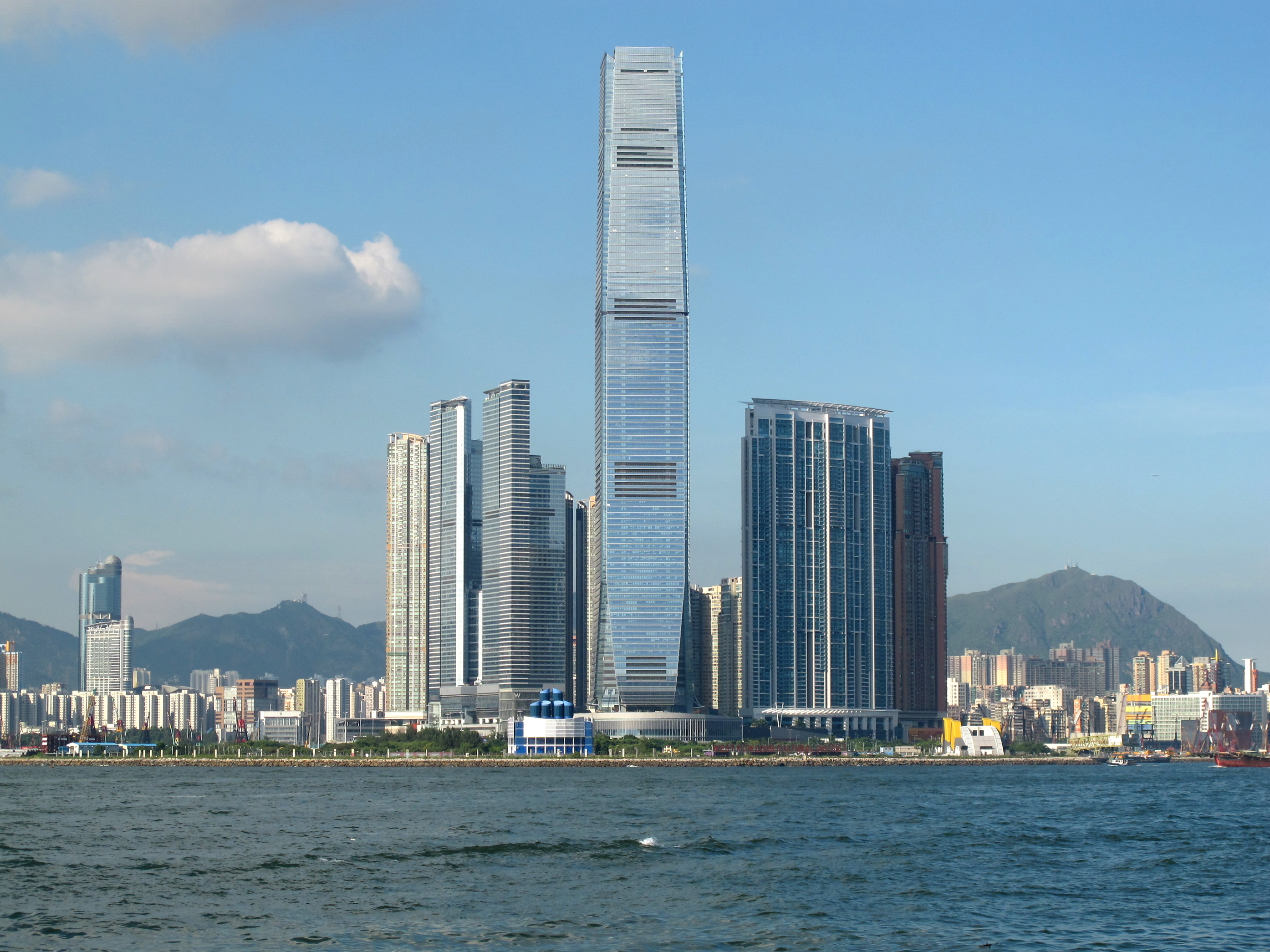
位於九龍站上蓋的Union Square

Union Square的位置圖

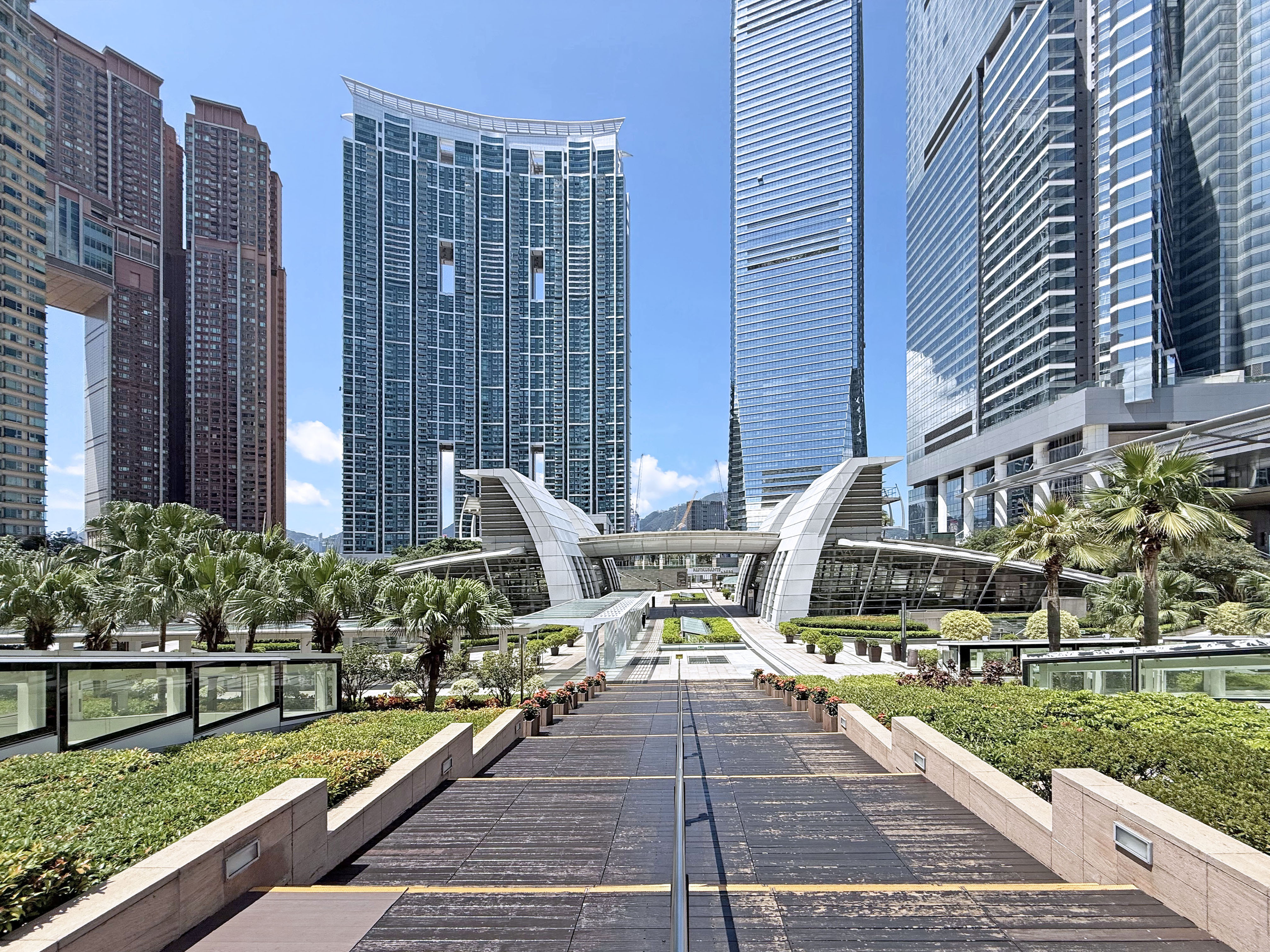
Union Square空中花園及建築群

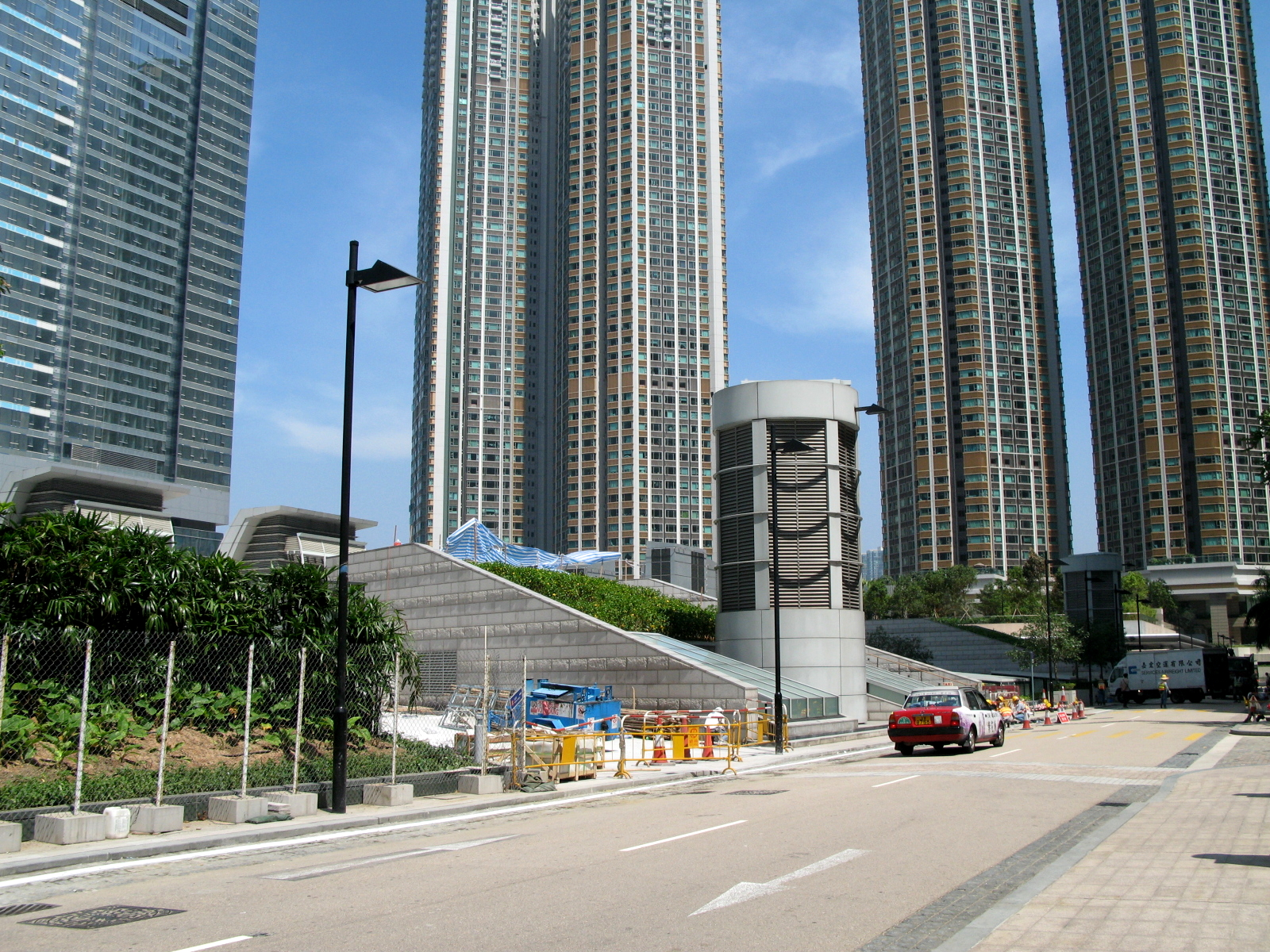
Union Square道路

Union Square位於香港西九龍柯士甸道西1號港鐵九龍站上蓋，佔地13.54公頃，分別被佐敦道、連翔道、柯士甸道西及雅翔道4條道路包圍。Union Square為港鐵九龍站一個綜合商住發展計劃，由地鐵公司（今港鐵公司）聯同九龍倉集團、恒隆地產、永泰控股及新鴻基地產合作發展。

## 簡介
Union Square總面積達109萬平方米，整個發展計劃分為7個發展項目組合。第一期發展項目（漾日居）、第二期發展項目（擎天半島）、第三期發展項目（凱旋門）、第四期發展項目（君臨天下）、第五、六及七期發展項目組合（圓方）、（天璽）及環球貿易廣場於2000年至2011年初分階段落成及入伙。

## 設施
Union Square是一個綜合發展計劃，集合高尚住宅、寫字樓、商場、觀景台和酒店設施於一體，當中包括：
- 18座住宅大廈及2座作混合用途的建築（包括住宅、酒店及服務式住宅），合共提供約5866伙住宅單位、一間豪華酒店及約72472平方米服務式住宅；
- 一幢118層高的環球貿易廣場，包括約231778平方米的甲級寫字樓及香港麗思卡爾頓酒店，並附設天際100觀景台；
- 面積達100萬平方呎的大型購物商場：圓方；
- 平台有一所1,050平方米的栢基國際幼稚園（九龍）；
- 巴士、小巴、的士的公共交通總站、酒店穿梭巴士、旅遊巴士、過境巴士及私家車交通交匯處；
- 約5,600個車位；
- 頂層平台設佔地70萬呎廣闊的公共空間及私人休憩綠化區，公眾部份設多種主題園景地帶亦設少量康樂設施，包括兒童遊樂場及多用途運動場。而平台亦設由港鐵管理的「九龍站平台體育館」，設乒乓球室。但公眾只能從電話預約設施，而其隱閉的入口令公眾以為是幼稚園的一部分。[1]

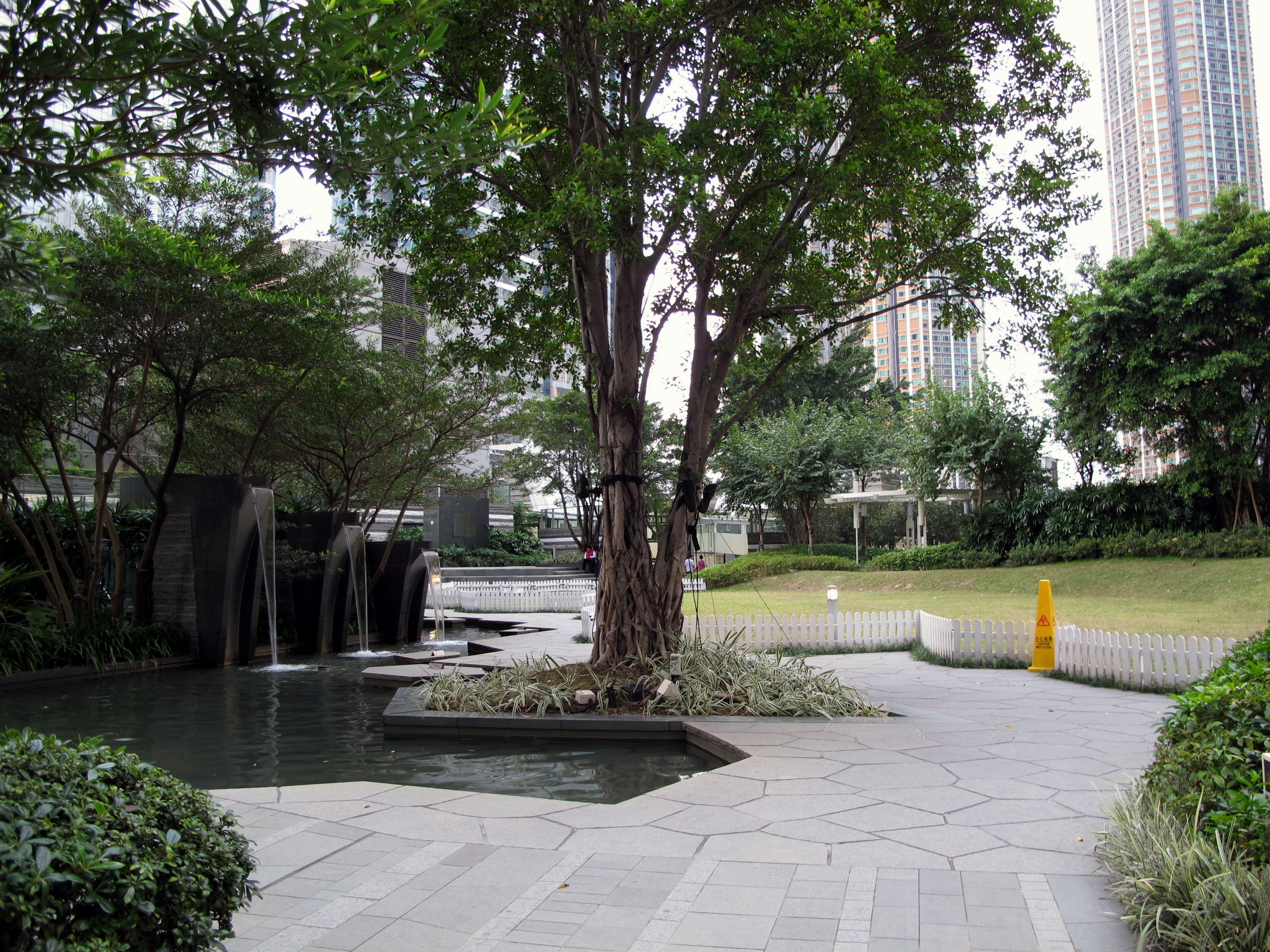
魏香園
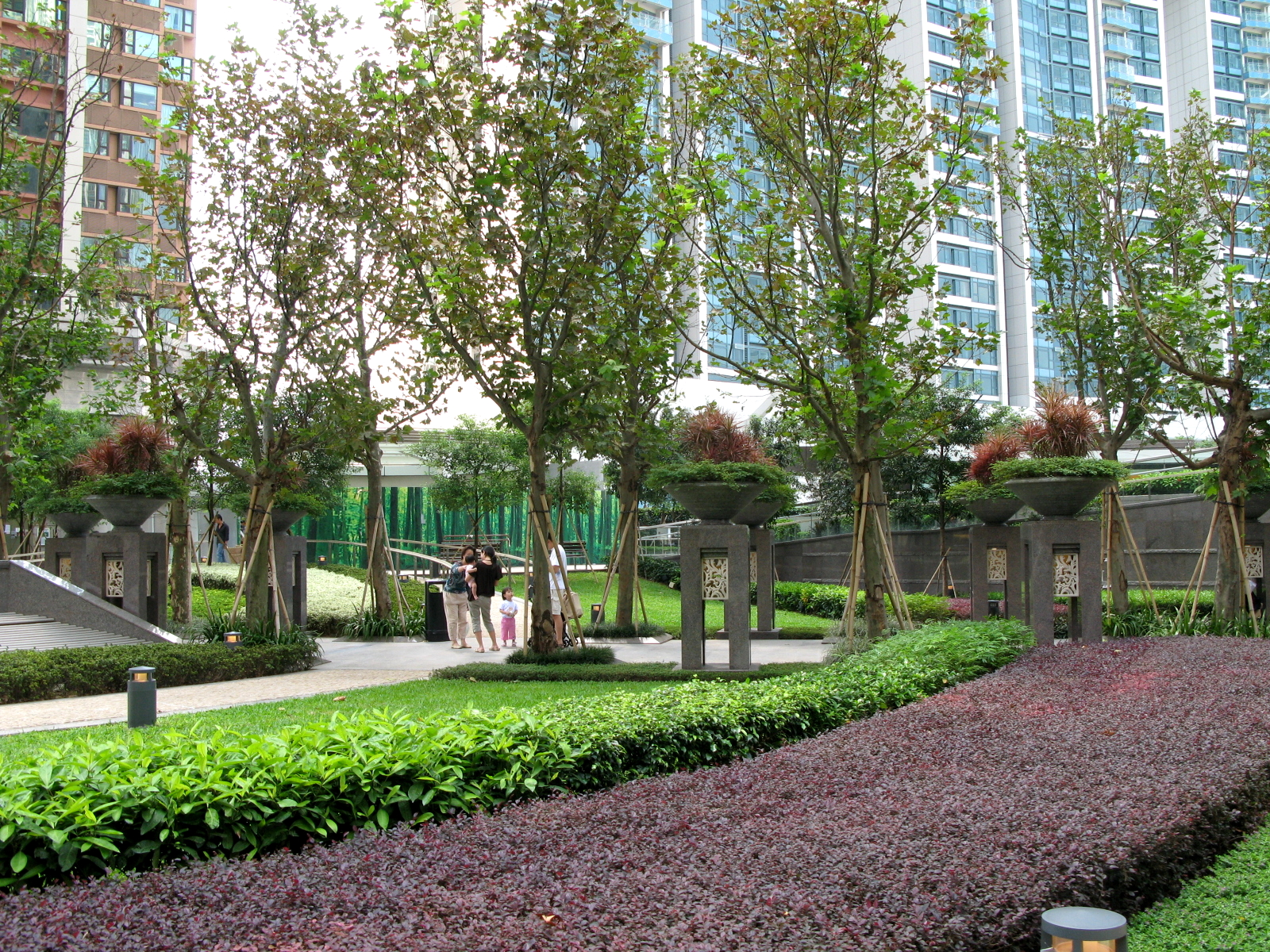
主題園景地帶
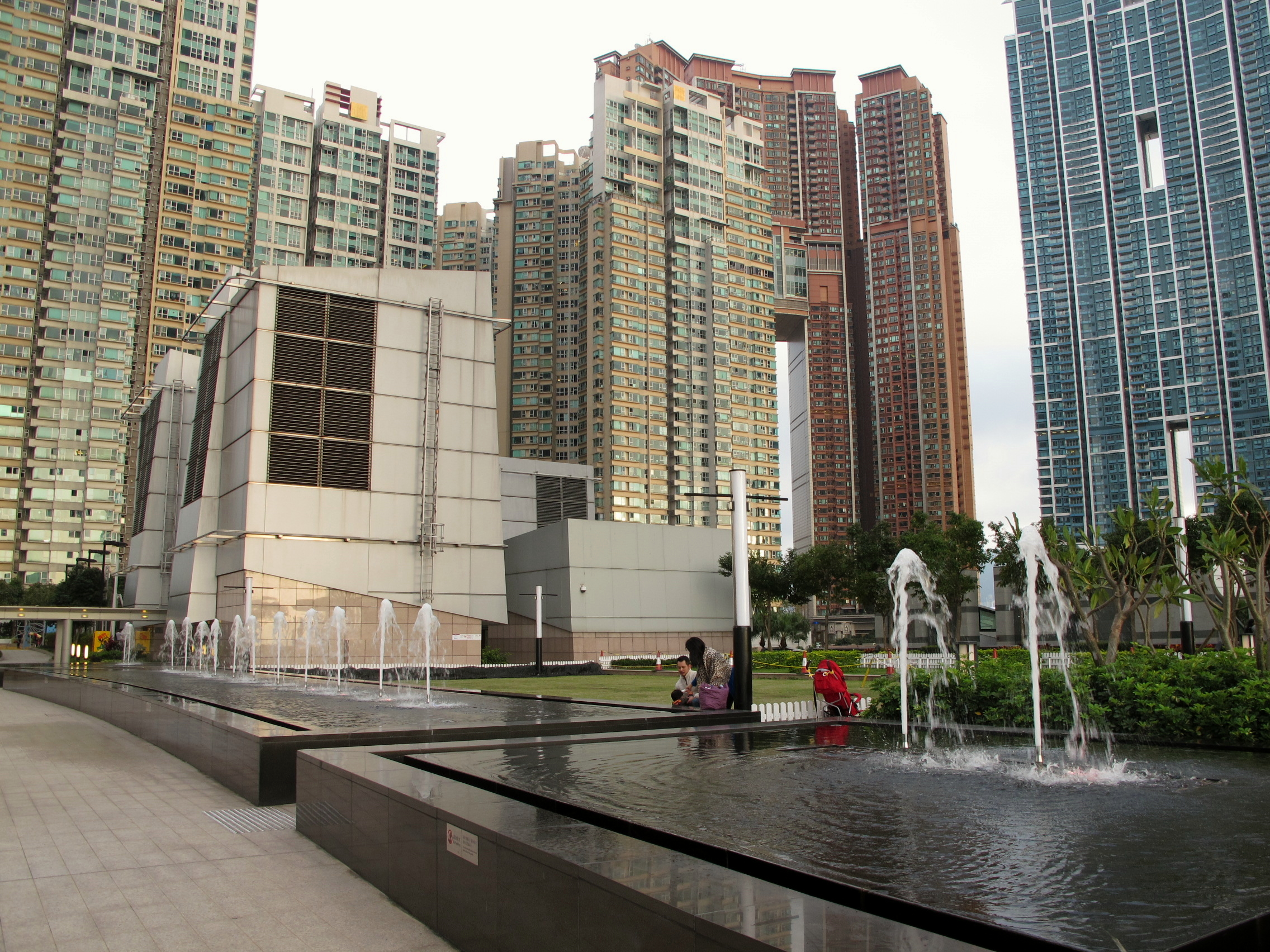
水池
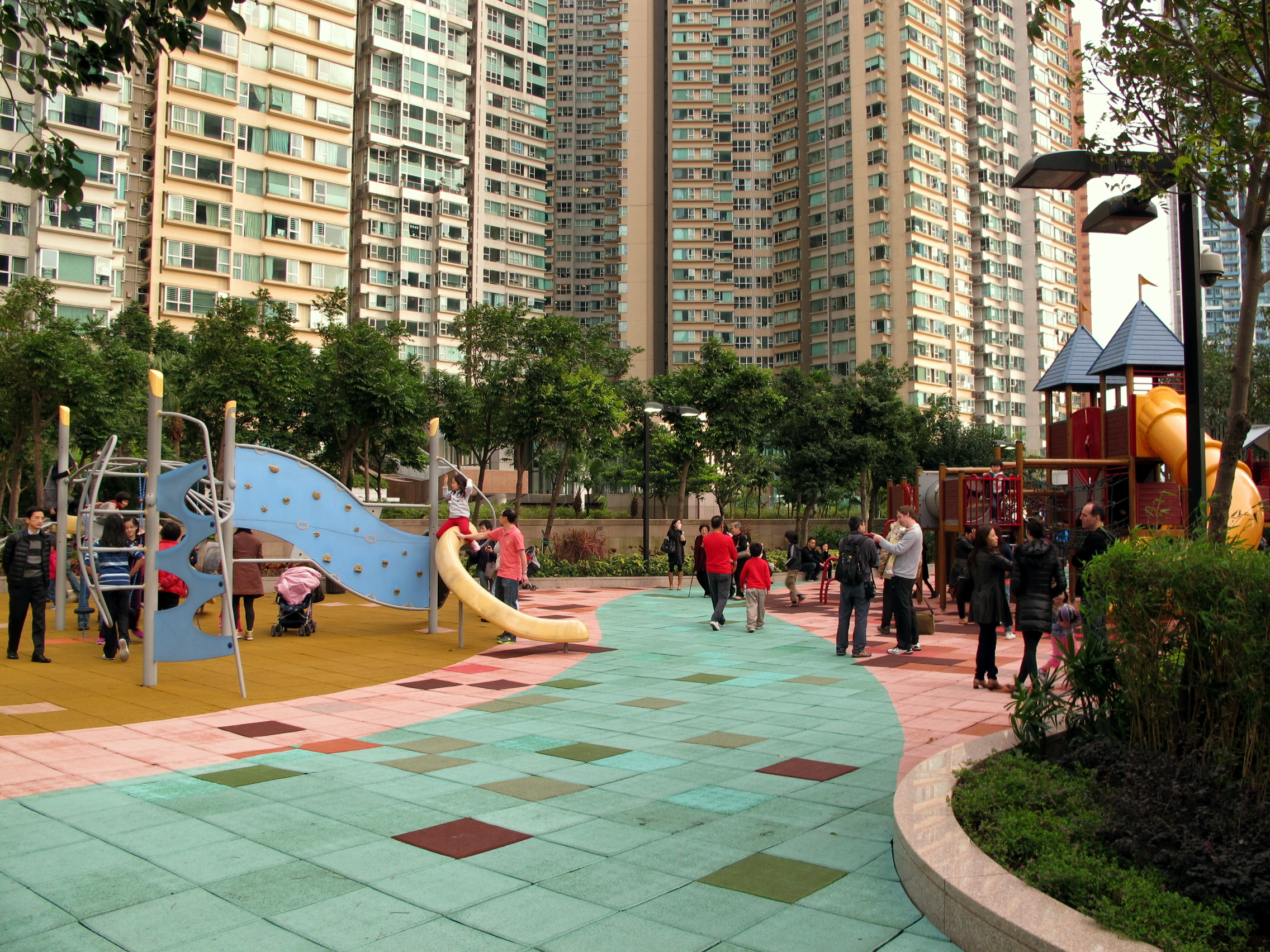
兒童遊樂場
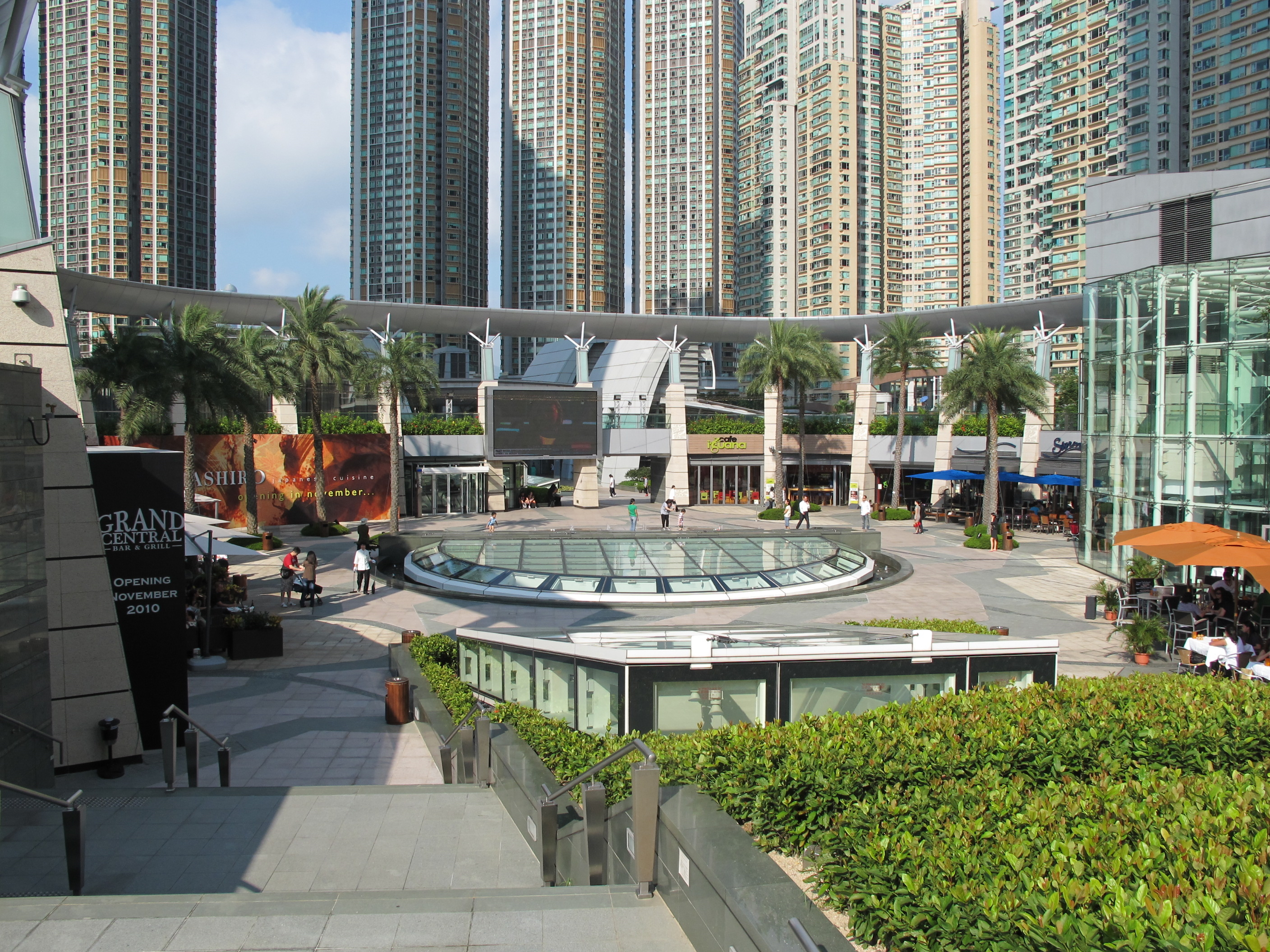
位於天台的演薈廣場

## 七個發展項目組合資料

### 第一期
- 發展財團成員：
  - 永泰控股
  - 淡馬錫控股
  - 新加坡置地
  - 吉寶置業
  - 麗新發展
  - 環球投資（百慕達）
- 用途：住宅

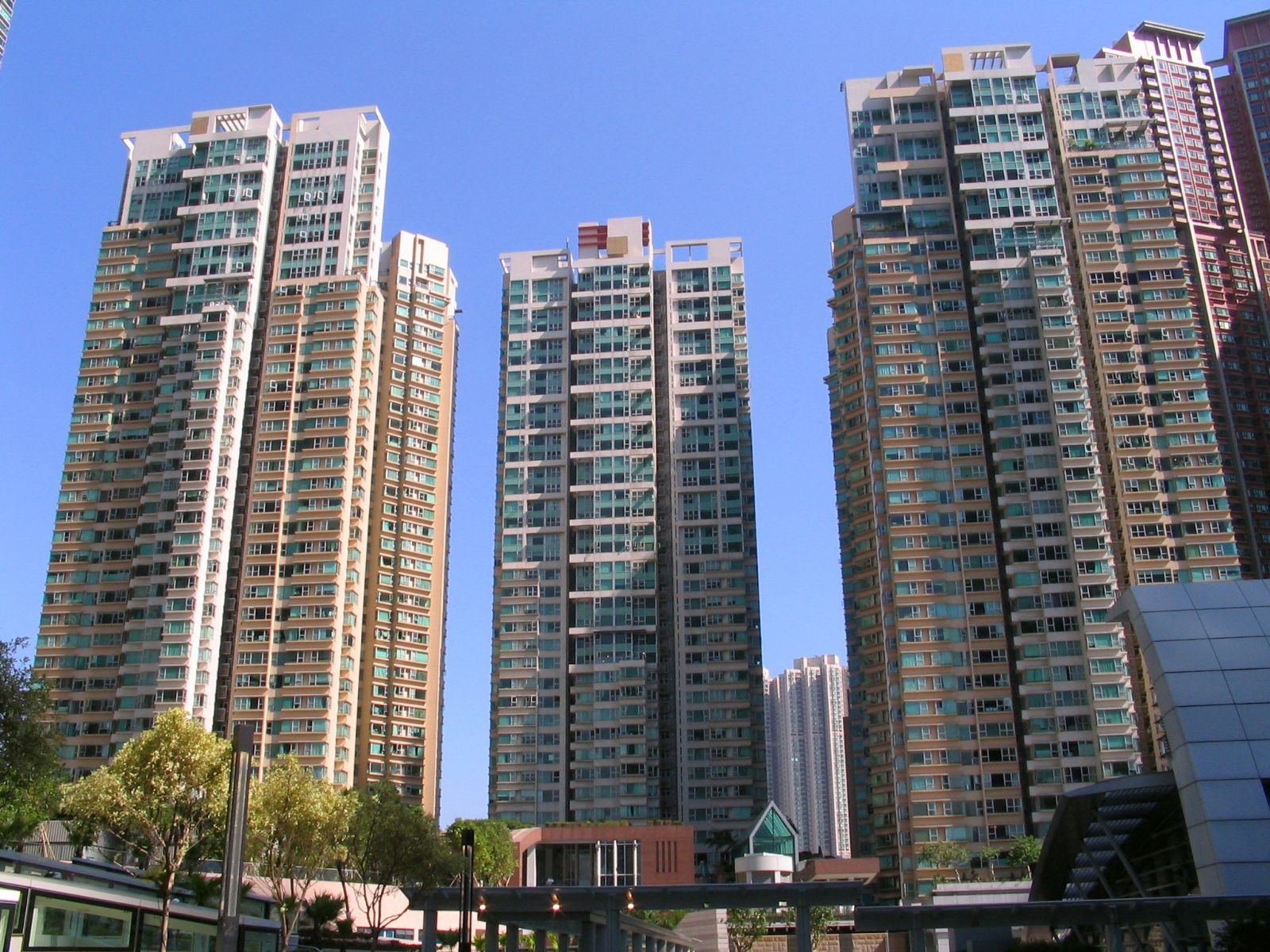
漾日居

- 樓宇幢數：6 (Tower 9, 10, 11, 12, 13, 14)
- 公共設施及公眾休憩用地的資料：
- 公共交通總站（G/F）︰九龍站公共運輸交匯處
- 日間托兒所（1/F 104室）︰現址為仁愛堂陳鄭玉而幼稚園暨幼兒園
- 長者聯誼中心（1/F 103室）︰現址為循道衛理楊震社會服務處油尖長者鄰舍中心
- 家庭支援中心（1/F 102室）︰現址為香港復康力量賽馬會漾日居中心（總辦事處）
- 及青少年中心（1/F 101室）︰現址為香港中華基督教青年會佐敦會所賽馬會綜合青少年服務中心
- 單位數目：1288
- 單位面積：約77-232平方米
- 車位數目：1332

### 第二期
- 發展財團成員：
  - 九龍倉集團
  - 會德豐
  - 新亞置業信託
  - 聯邦地產
  - 海港企業
- 用途：住宅

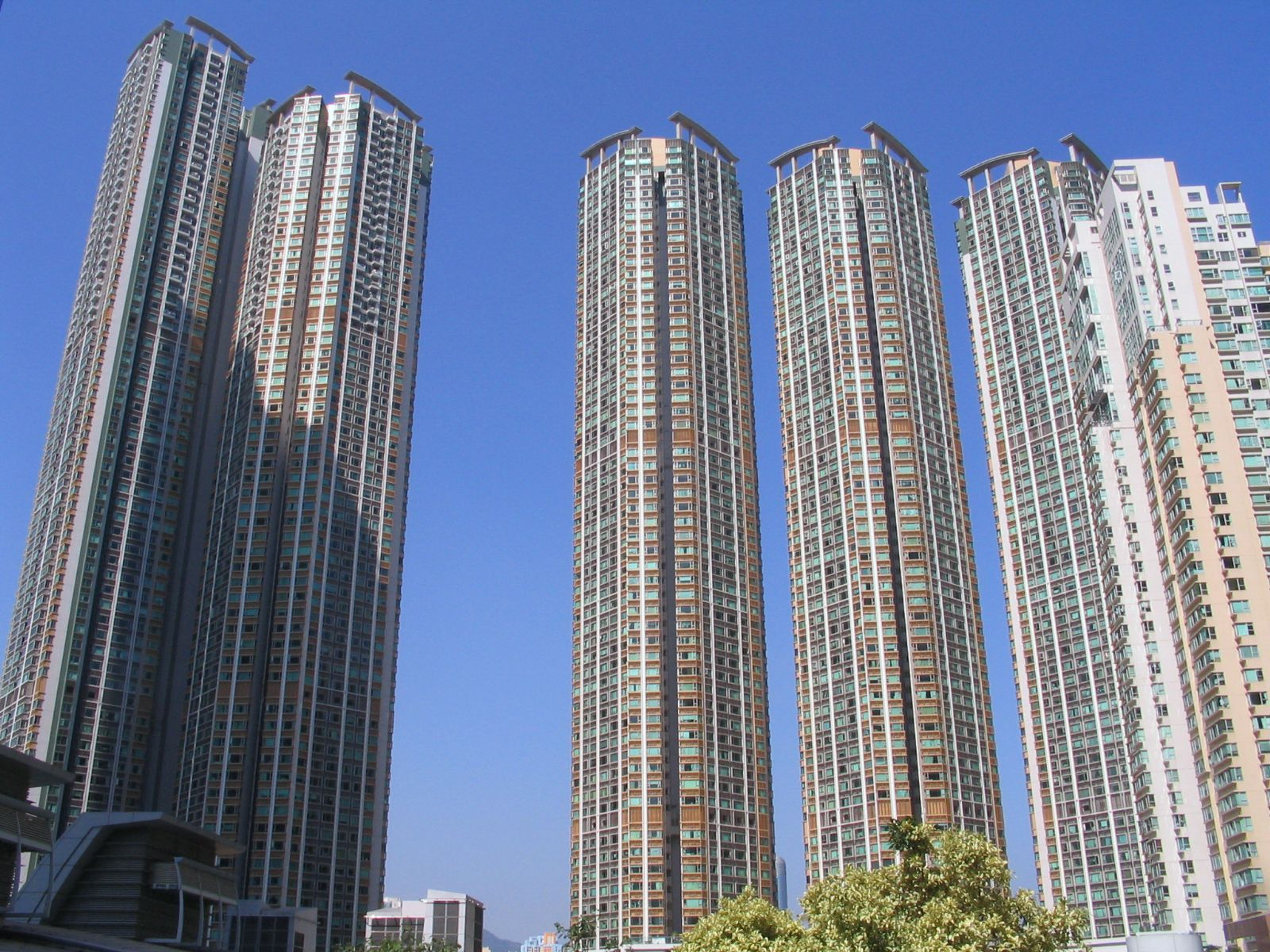
擎天半島

- 樓宇幢數：5 (Tower 15, 16, 17, 18, 19)
- 單位數目：2126
- 單位面積：約77-252平方米
- 車位數目：1270

### 第三期

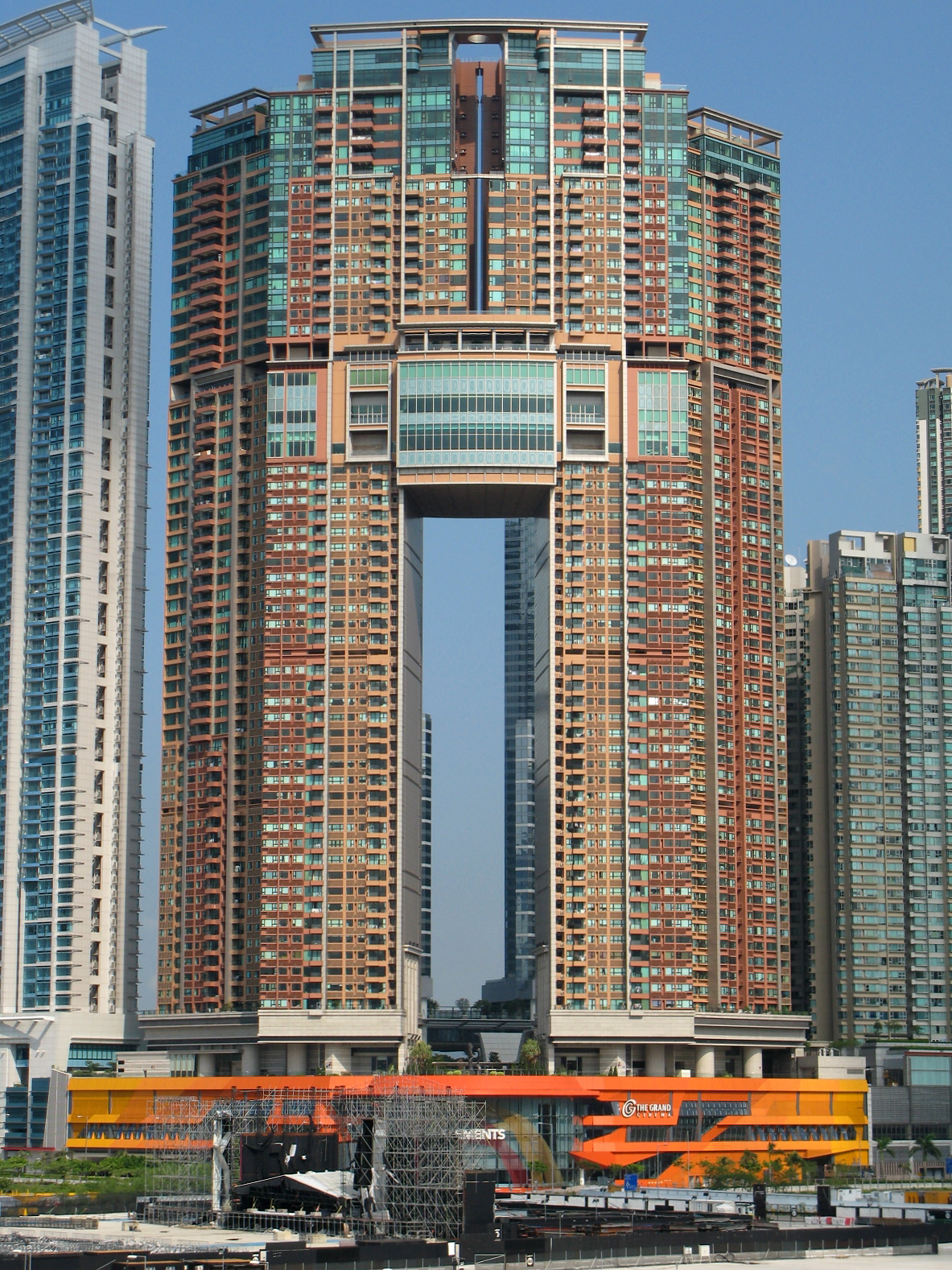
凱旋門

- 發展財團成員：
  - 新鴻基地產
- 用途：住宅
- 樓宇幢數：4 (Tower 7, 8)
- 建築面積：100000平方米
- 公共設施及公眾休憩用地的資料：園景區

### 第四期
- 發展財團成員：
  - 恒隆地產
- 用途：住宅

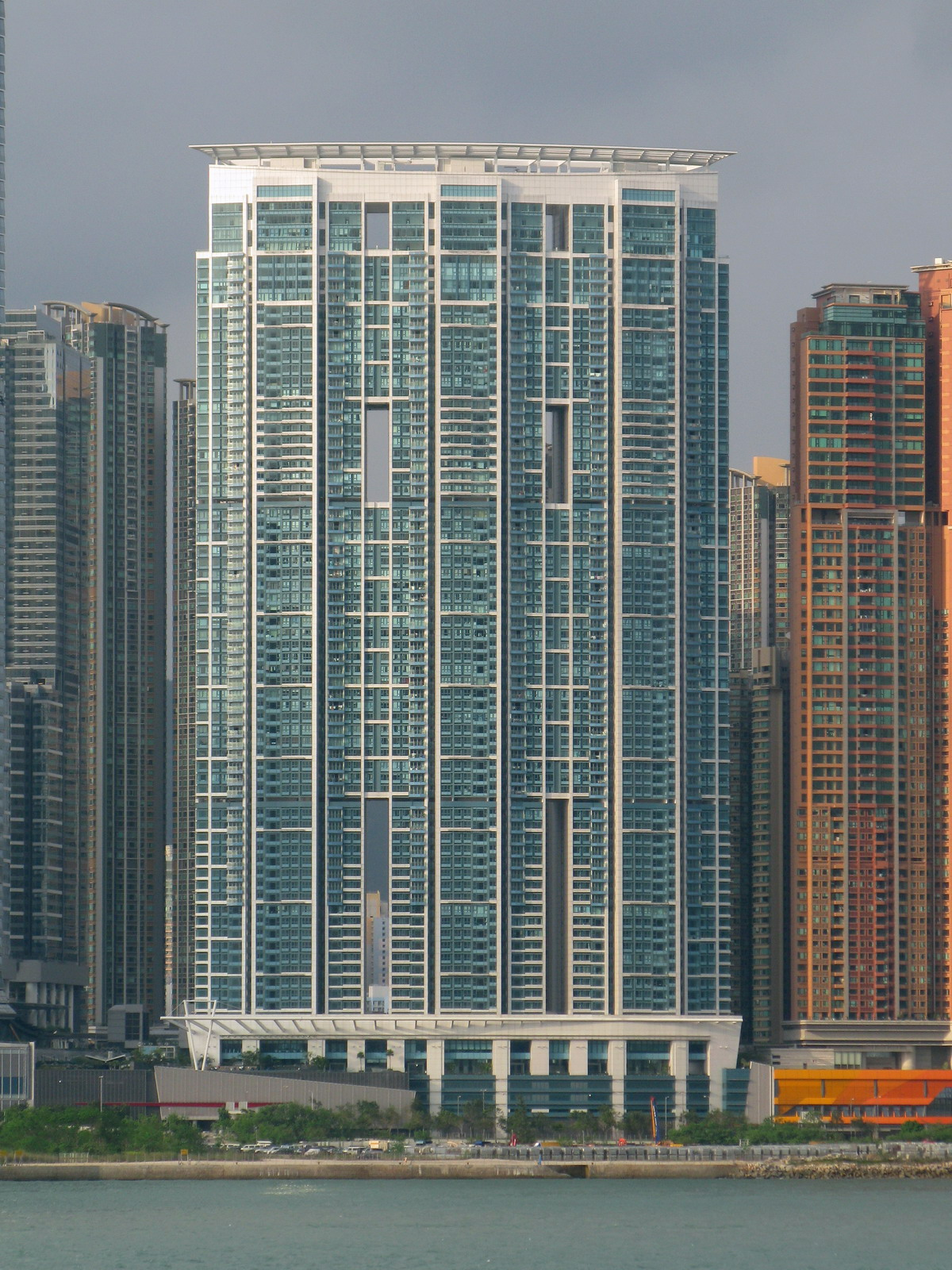
君臨天下

- 樓宇幢數：3 (Tower 4, 5, 6)
- 單位數目：1122
- 單位面積：約95-271平方米
- 車位數目：864

### 第五至第七期

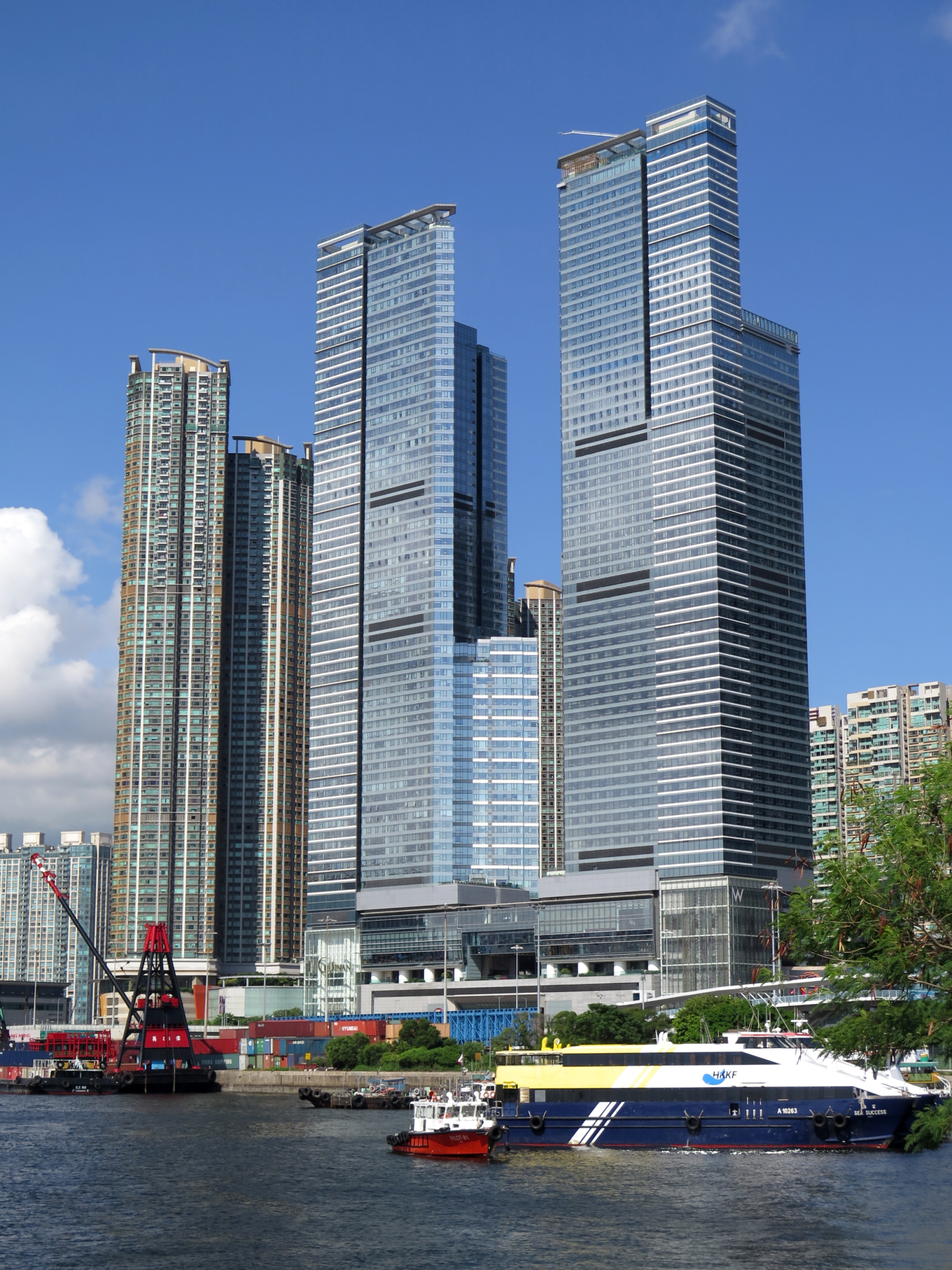
天璽

第五至第七期為一個綜合發展項目，由地鐵公司及新鴻基地產發展。包括甲級寫字樓、兩間五星級酒店、豪華住宅、服務式住宅及一個商場，總樓面面積約550萬平方呎，於2007年底至2011年初分期落成，基座商場（圓方）及住宅部分（天璽）由港鐵公司擁有，酒店（香港W酒店及香港麗思卡爾頓酒店）、服務式住宅（港景匯）及甲級寫字樓（環球貿易廣場）皆由新鴻基地產擁有。
- 第五期：圓方
  - 組成：Union Square基座
  - 用途：商場
  - 面積：約100萬平方呎
  - 公共設施及公眾休憩用地的資料：園景區，公眾康樂設施
  - 落成年份：2007年10月

- 第六期：天璽
  - 組成：兩座約270米，高62層的雙子大廈 (Tower 20, 21)
  - 用途：香港W酒店、服務式住宅（港景匯）及豪華住宅
  - 面積：200萬平方呎
  - 特色：其中一幢是全香港最高的純住宅建築物。
  - 落成年份：2008年至2009年

- 第七期：環球貿易廣場
  - 組成：一幢118層高的摩天大樓 (Tower 1)
  - 用途：甲級寫字樓、天際100觀景台及香港麗思卡爾頓酒店
  - 面積：2,822,039 平方呎（262,176 平方米）
  - 特色：落成時是全世界第三高、中港地區最高的摩天大樓，至2018年8月為全世界第十五高、中港地區第九高的摩天大樓。
  - 落成年份：2011年初

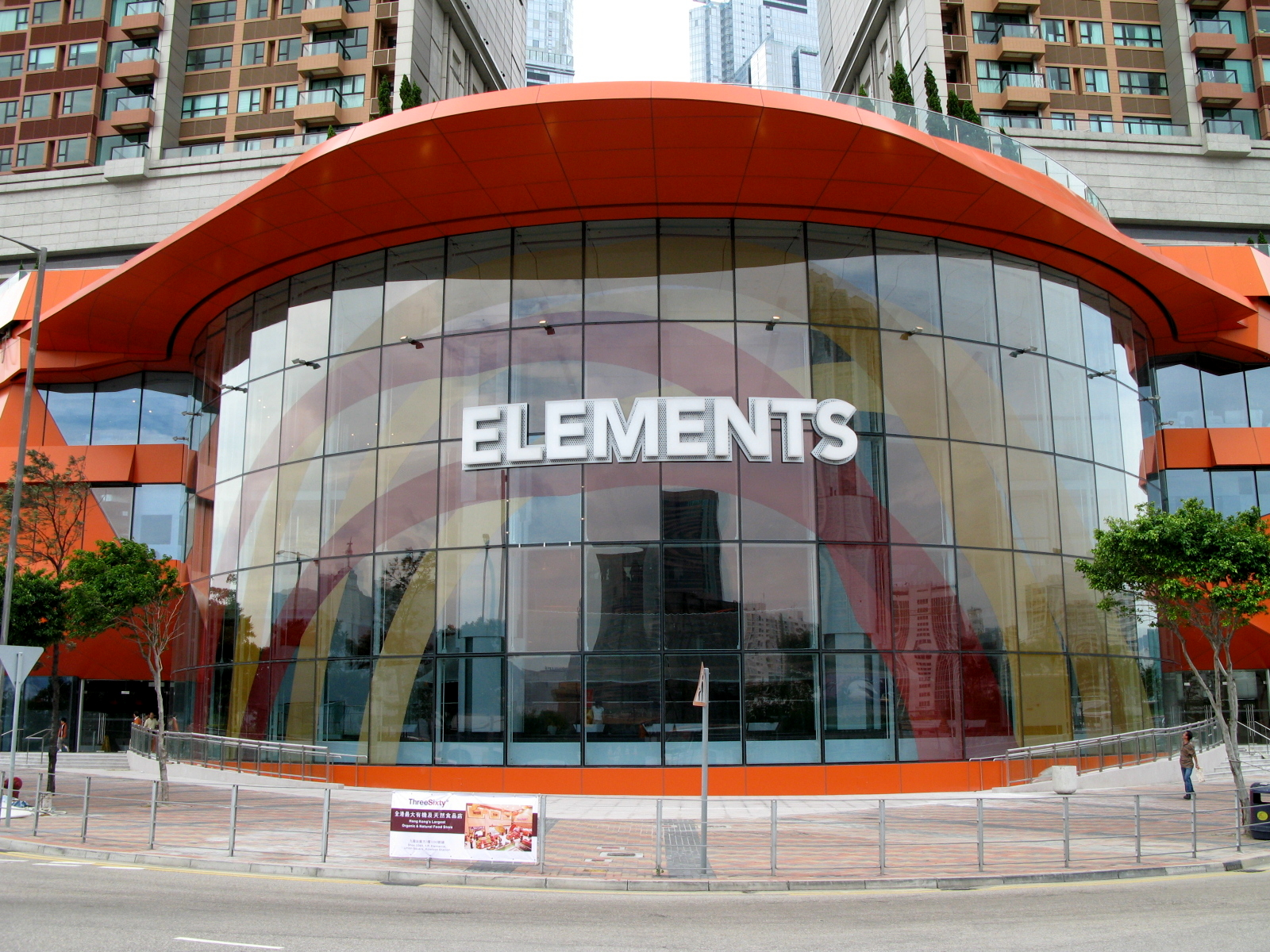
圓方
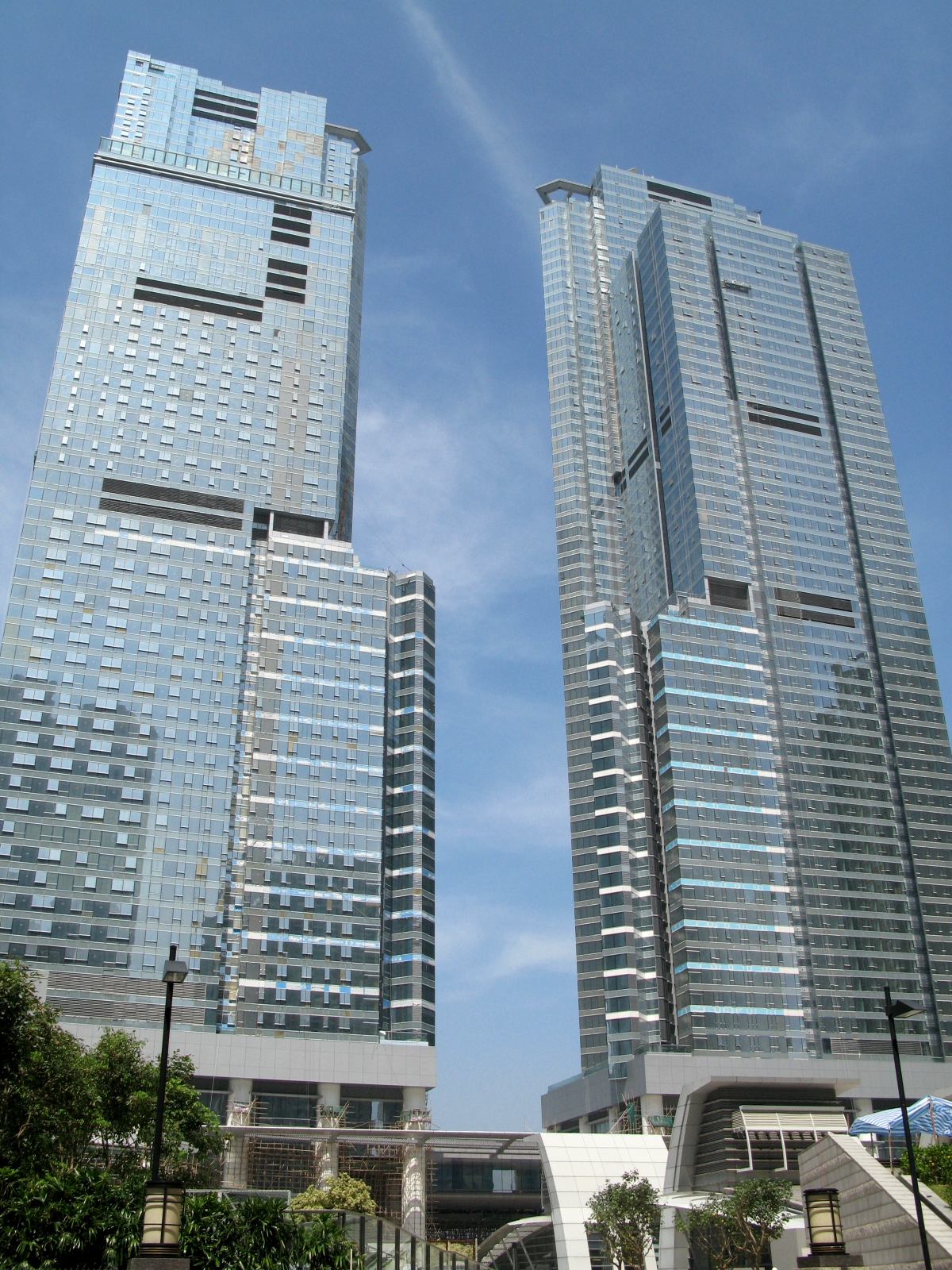
天璽
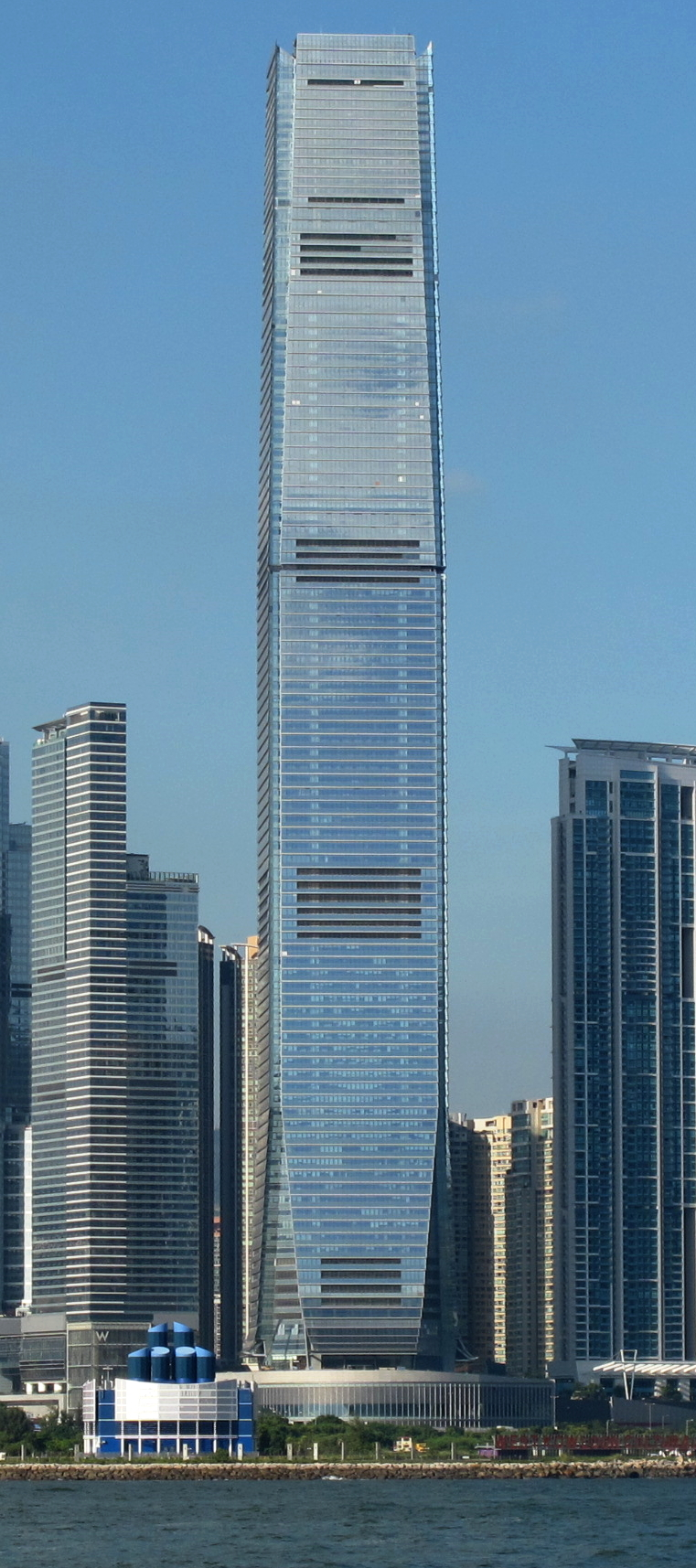
環球貿易廣場

## 特色
- Union Square內大部分建築物都高於200米，組成一個摩天大樓建築群。
- Union Square內設有甲級寫字樓、商場、住宅及酒店等設施，提供工作、居住、消閒及娛樂的環境，構成一個多元化的獨立社區，是一個規模龐大的綜合商住發展計劃。
- Union Square發展完成後，成為香港的新地標，並進一步鞏固香港作為國際大都會的地位。

## 影響

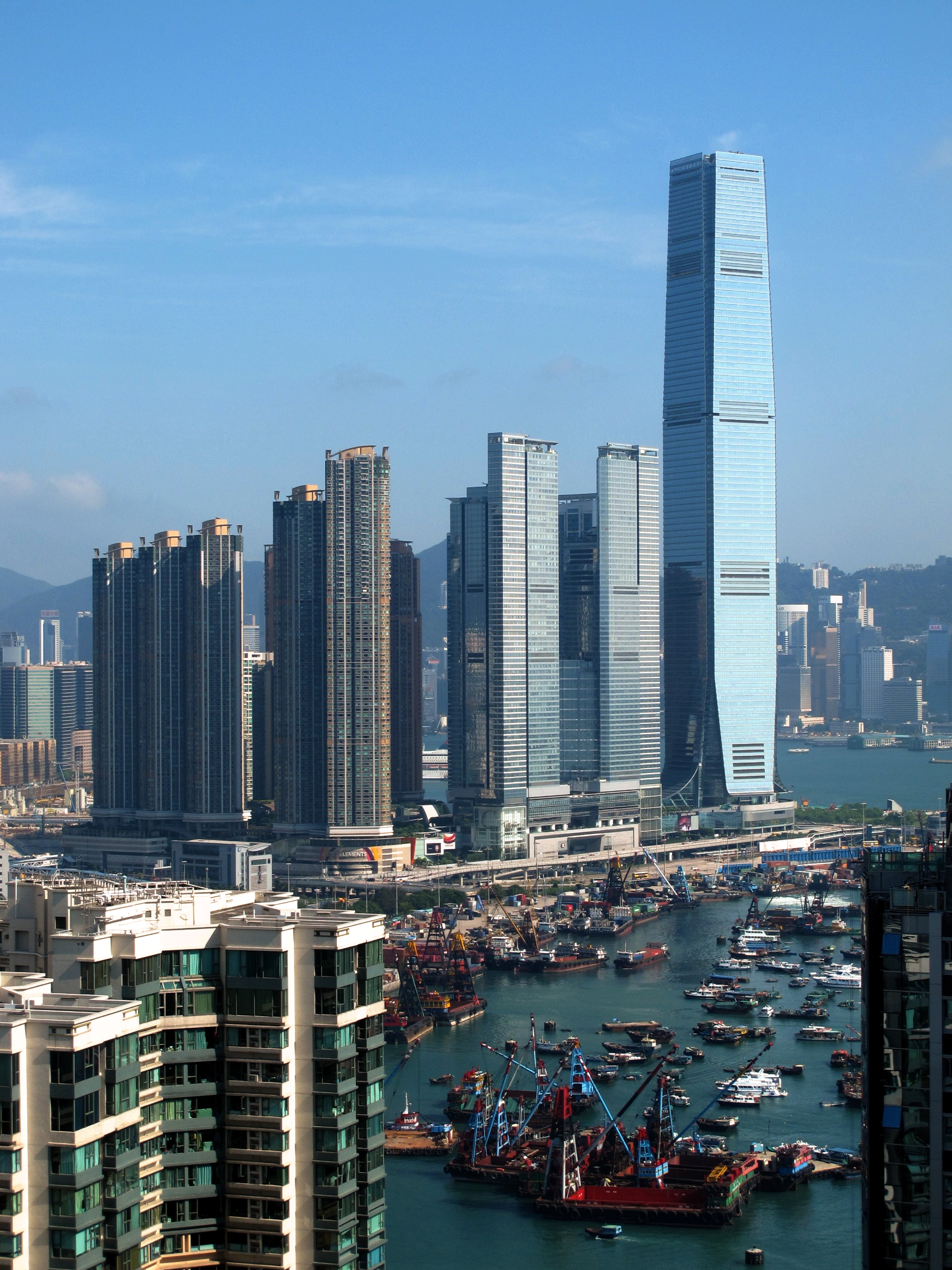
Union Square的樓宇都相當高和密集

### 正面

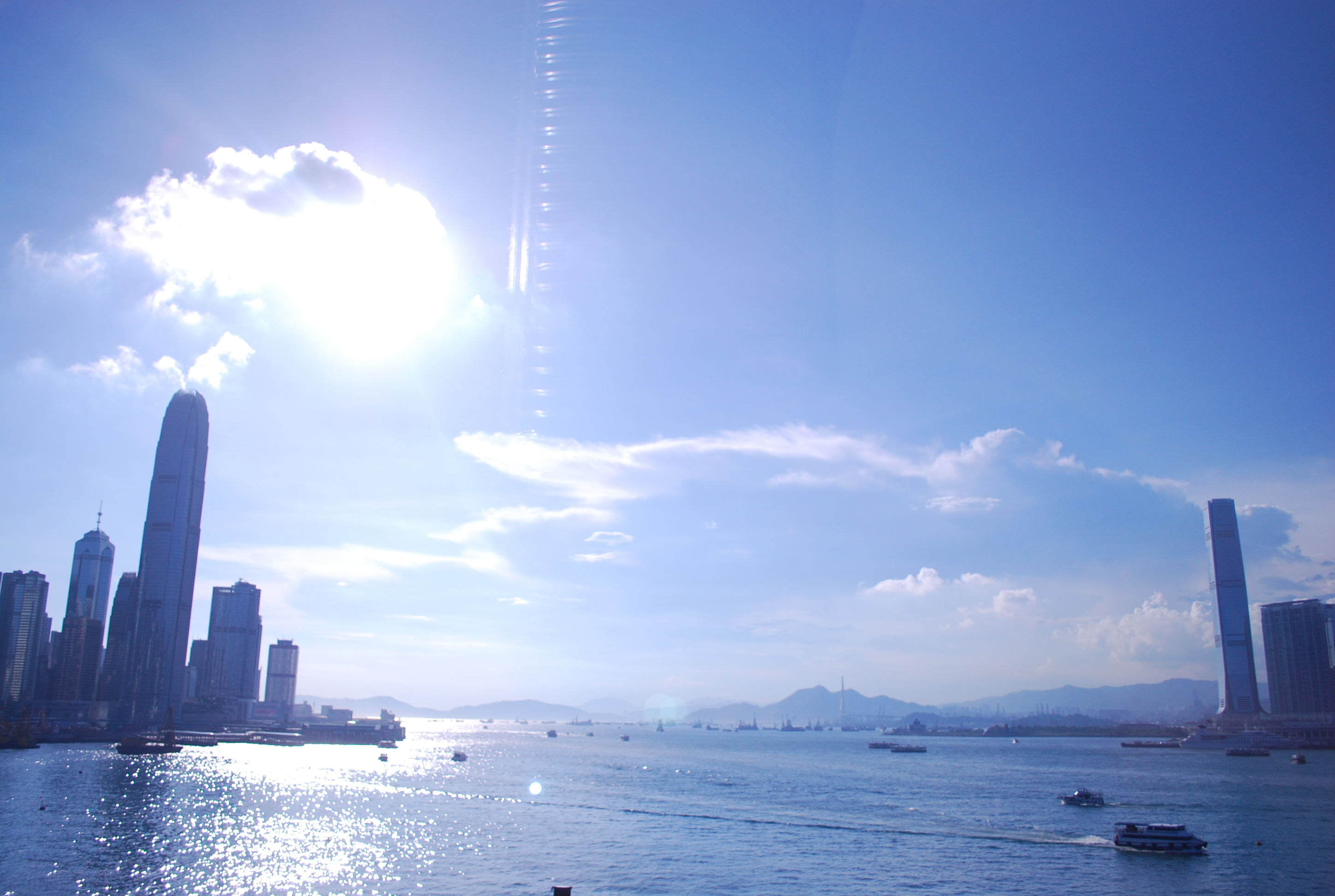
本圖突顯「維港門廊」的構思。左方為中環國際金融中心二期，右方為九龍環球貿易廣場

Union Square發展完成後，成為香港的新地標，吸引外地遊客和投資者，從而提升香港旅遊業及國際競爭力，其中環球貿易廣場與維多利亞港對岸中環的國際金融中心二期形成統稱「維港門廊」摩天大樓，構成一道獨特的海港摩天建築風景線。而發展計劃把九龍站打造成另一個如對岸中環般的核心商業區，把商業活動由港島區伸延到九龍。項目亦可以把早已飽和的九龍中部及東部地帶的人流分散到西九龍的新填海區，舒緩九龍中部及東部的擠迫情況。

### 負面
Union Square位於西九龍海濱，樓宇建得甚高，阻礙西九龍內陸地區的維多利亞港景觀，亦使維多利亞港對岸的視野受阻，該項目亦採用密度高和蛋糕式平台設計，造成屏風效應，阻擋海風進入內陸，使西九龍內陸地區的空氣質素惡化。

## 圖集

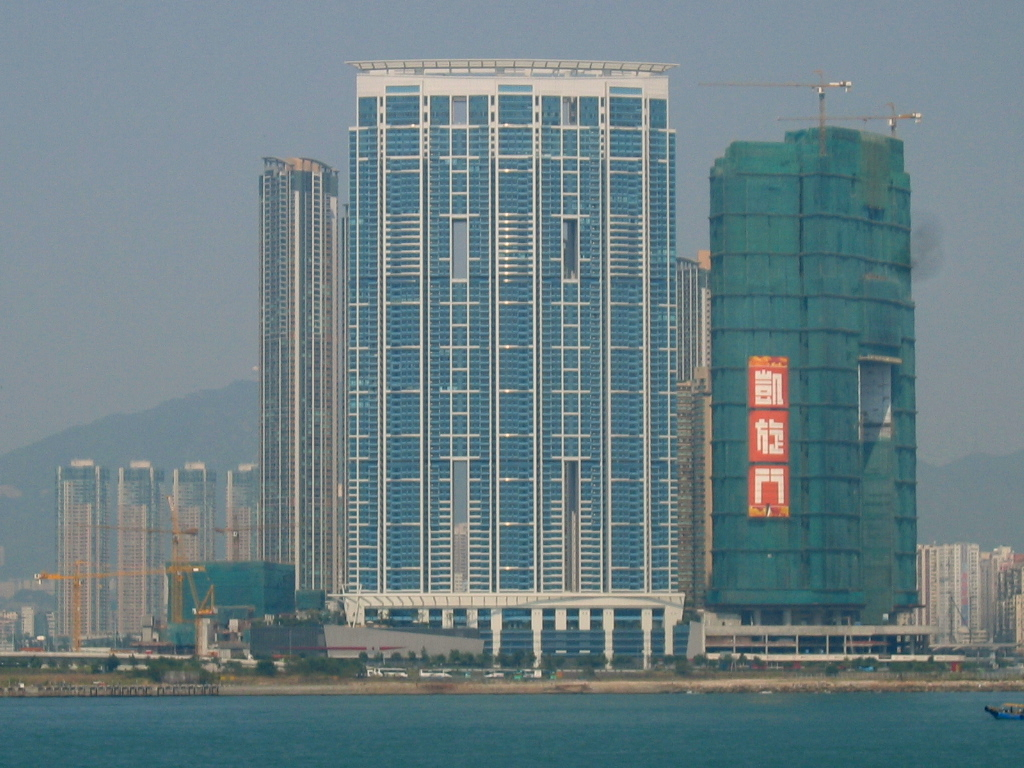
2004年10月的Union Square
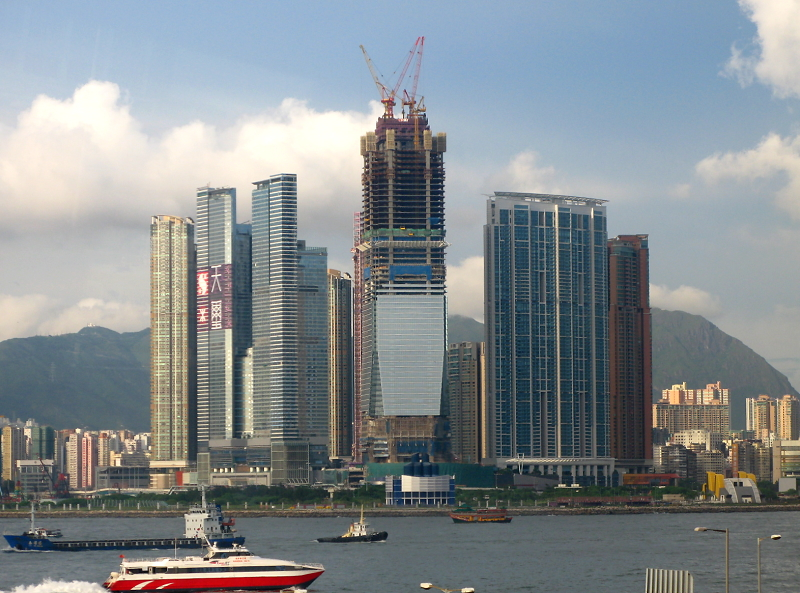
2007年8月的Union Square
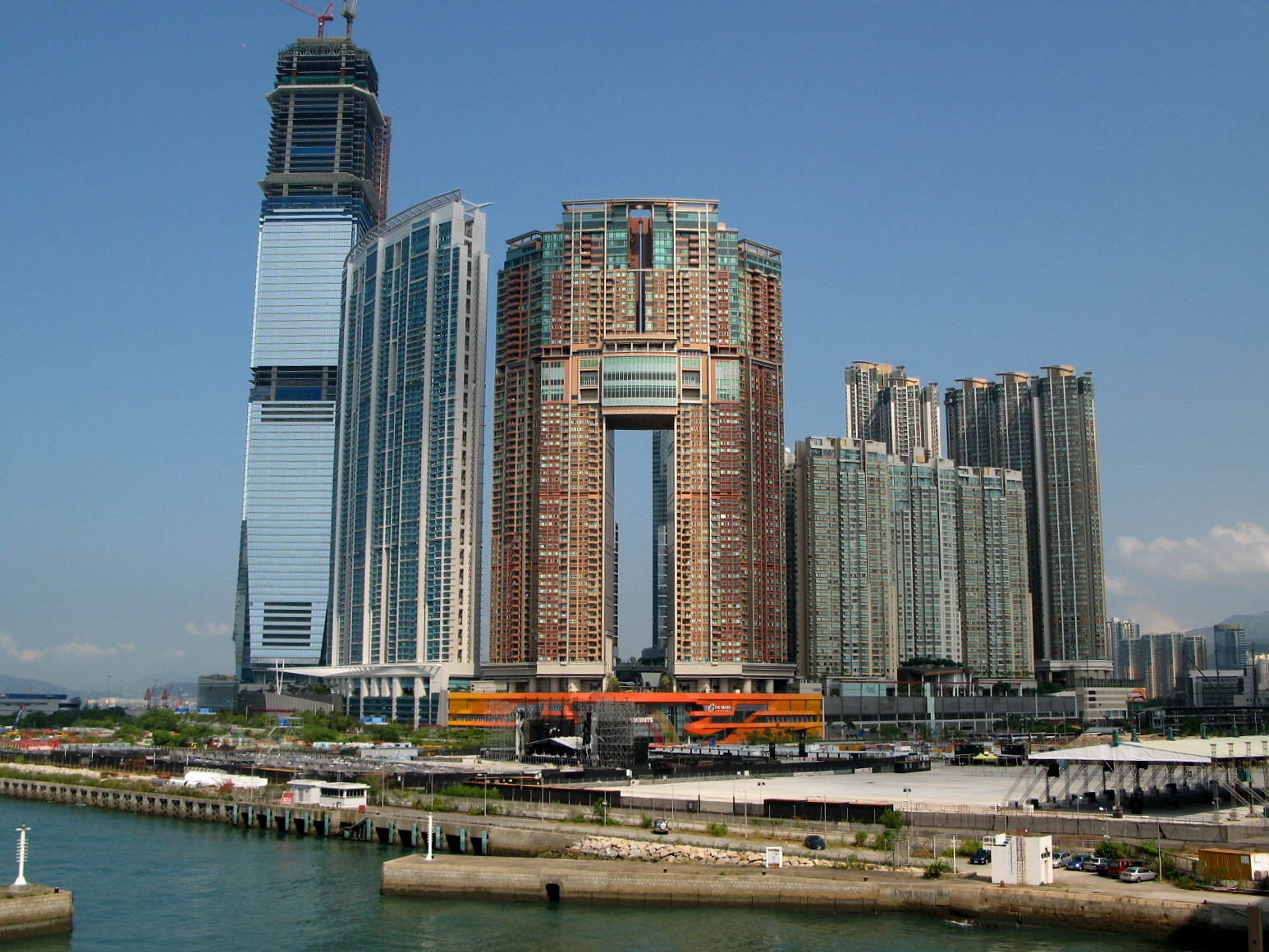
2008年9月的Union Square（左起：環球貿易廣場、君臨天下、凱旋門、漾日居、擎天半島）
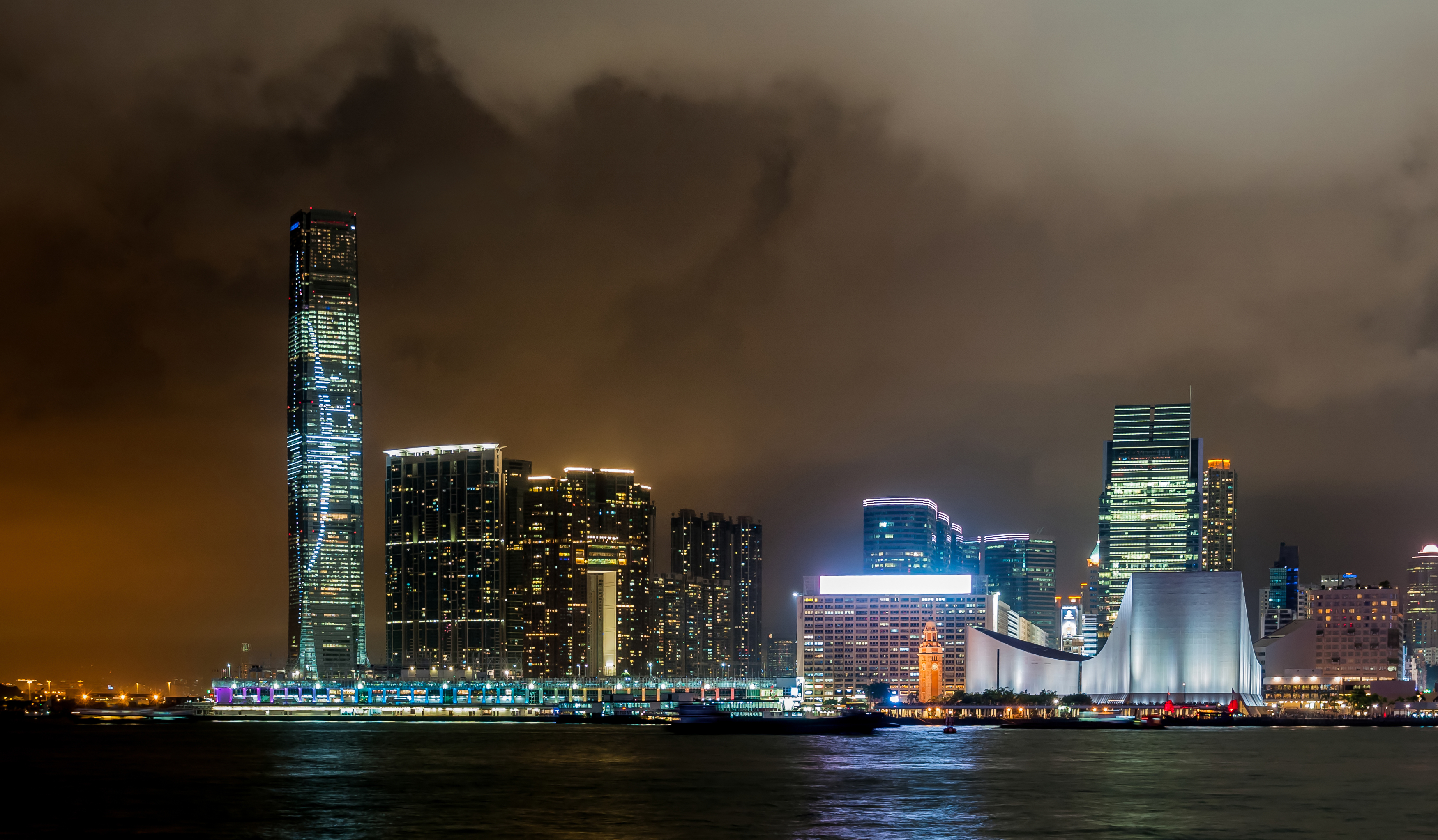
晚上從灣仔遠眺Union Square
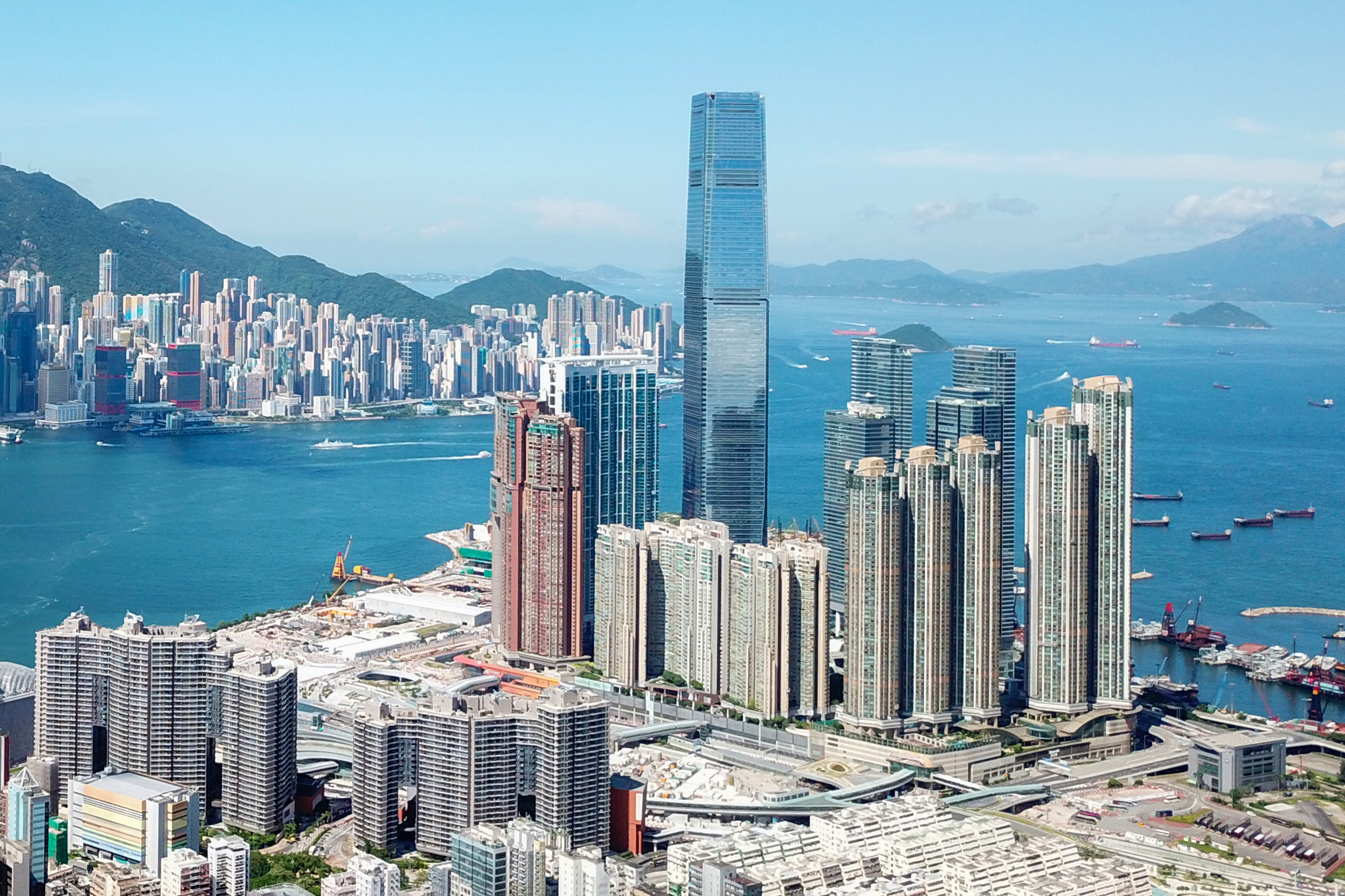
從高處航拍Union Square

## 外部連結
- Union Square官方網站（英文）
- Union Square的衛星圖
- Union Square的地圖 （页面存档备份，存于）